# Pierre Chauvin
Ne pas confondre avec Pierre de Chauvin, explorateur et capitaine.
Ne pas confondre avec Pierre Chauvin de La Pierre, commandant et capitaine.
Pour les articles homonymes, voir Chauvin.
Pierre Chauvin est un homme politique français né le 29 janvier 1806 à Sion-les-Mines (Loire-Atlantique) et décédé le 28 décembre 1867 à Derval (Loire-Atlantique).

## Biographie
Médecin, il est député de Loire-Atlantique de 1849 à 1851, siégeant à droite avec les monarchistes.

## Sources
- « Pierre Chauvin », dans Adolphe Robert et Gaston Cougny, Dictionnaire des parlementaires français, Edgar Bourloton, 1889-1891 [détail de l’édition]